# Юденков Євген Вікторович
Євген Вікторович Юденков (нар. 10 квітня 1993, Донецьк, Україна) — український гімнаст. Учасник Олімпійських ігор 2020 року.  Чемпіон Європи в командній першості, призер етапів кубку світу та Всесвітньої Універсіади. Майстер спорту міжнародного класу.

## Біографія
Навчався у Луганському національному університеті імені Тараса Шевченка.

## Кар'єра
Почав займатися спортивною гімнастикою у Донецьку, Україна, перший тренер — А. А. Хрустальов.

### 2016
14—18 березня на чемпіонаті України команда Луганської області у складі Євгена та Микити Лебедєва здобула перемогу. В особистому заліку став чемпіоном України в багатоборстві, а також у вправі на кільцях та коні, додавши бронзову нагороду у вільних вправах.
8—10 квітня на етапі Кубку світу в Любляні, Словенія, здобув срібні медалі у вправах на кільцях і брусах. На Кубку України 14—17 червня 2016 року був бронзовим призером у багатоборстві. На міжнародних змаганнях Гран-Прі 14—18 вересня у Батумі, Грузія, завоював бронзову медаль у багатоборстві та срібні медалі у вправах на коні та на брусах.

### 2017
У квітні на Кубку Стелли Захарової в Києві Євген, Максим Василенко та Максим Шкляренко впевнено перемогли в командних змаганнях, друге золото за добу здобув з 82,900 бала в багатоборстві. У другий день змагань доповнив скарбничку золотом у вправі на коні та сріблом на кільцях.
На чемпіонаті Європи в Клуж-Напока, Румунія, у фіналі багатоборства з сумою 79,731 бала посів п'ятнадцяте місце.
На літній Універсіаді 2017 в Тайбеї разом з Олегом Верняєвим, Ігорем Радівіловим, Петром Пахнюком та Владиславом Гриком здобув срібну нагороду в командній першості. У багатоборстві посів шосте місце.

### 2018
На чемпіонаті України в Кропивницькому переміг у багатоборстві та здобув право представляти Україну на чемпіонаті Європи. До золота в багатоборстві додав дві перемоги: у вправах на брусах та поперечині. Команда Луганської області у складі Євгена, Едуарда Єрмакова, Олексія Робу та Богдана Шкуратського виборола срібну нагороду в командній першості.

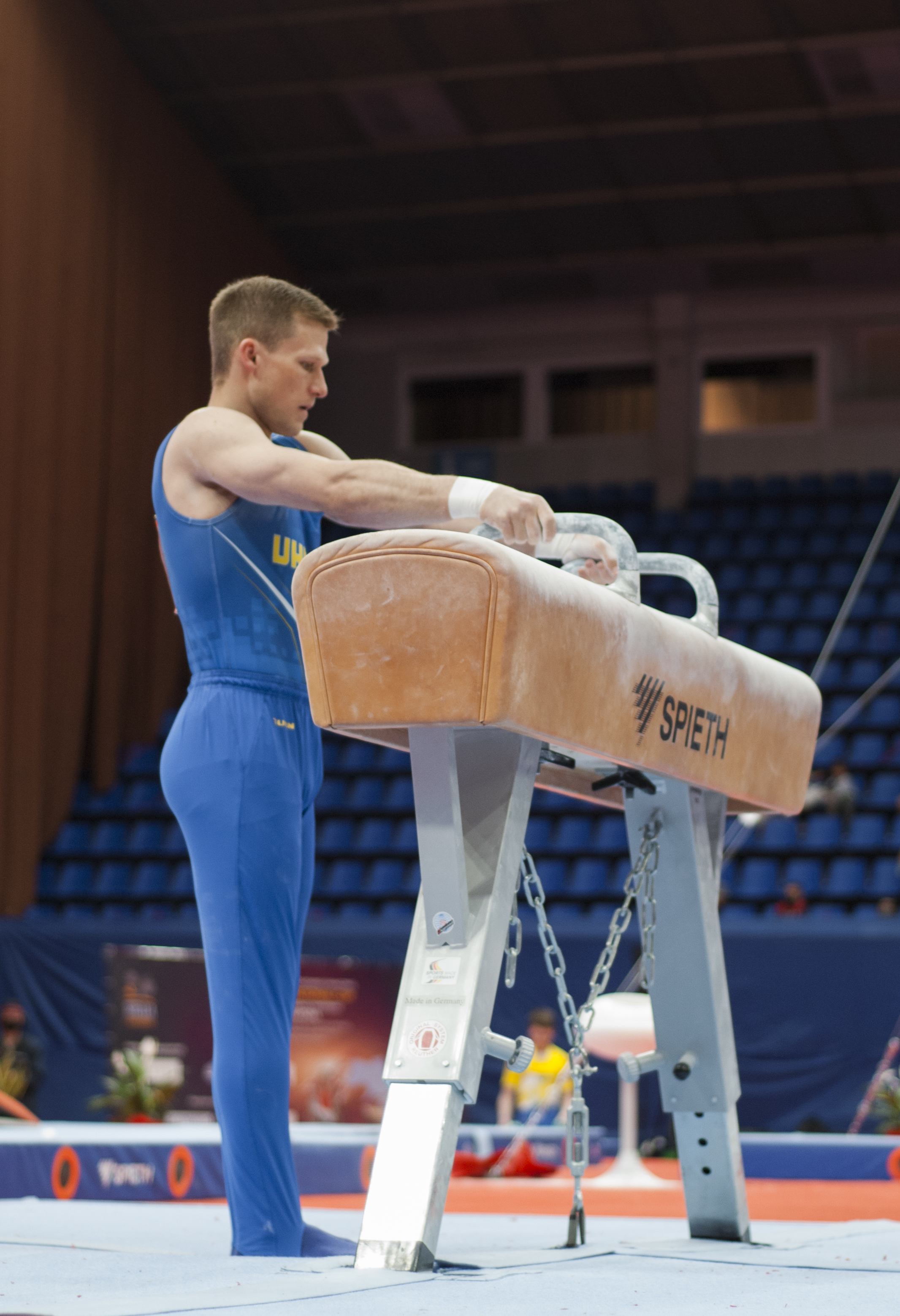

Переніс операцію на плечі.

### 2019
На традиційному турнірі зі спортивної гімнастики на призи дворазового олімпійського чемпіона Валерія Люкіна в США з сумою 78,850 бала посів дев'яте місце в багатоборстві.
У квітні на чемпіонаті Європи в Щецині, Польща, у фіналі багатоборства з сумою 79,799 бала посів дев'ятнадцяте місце.
На чемпіонаті України в Кропивницькому у багатоборстві лиш кількома сотими балами поступився Петрові Пахнюку та посів друге місце, додавши чотири перемоги у вільних вправах, на коні, кільцях, поперечині та бронзову нагороду у вправі на паралельних брусах.
У вересні 2019 на етапі кубку світу в Парижі, Франція, посів четверте місце в фіналі на брусах.

На чемпіонаті світу в Штутгарті, Німеччина, разом Ігорем Радівіловим, Петром Пахнюком, Олегом Верняєвим, Владиславом Гриком та Максимом Василенком (запасний) у командних змаганнях посіли восьме місце та здобули олімпійську ліцензію в команді на Олімпійські ігри в Токіо.

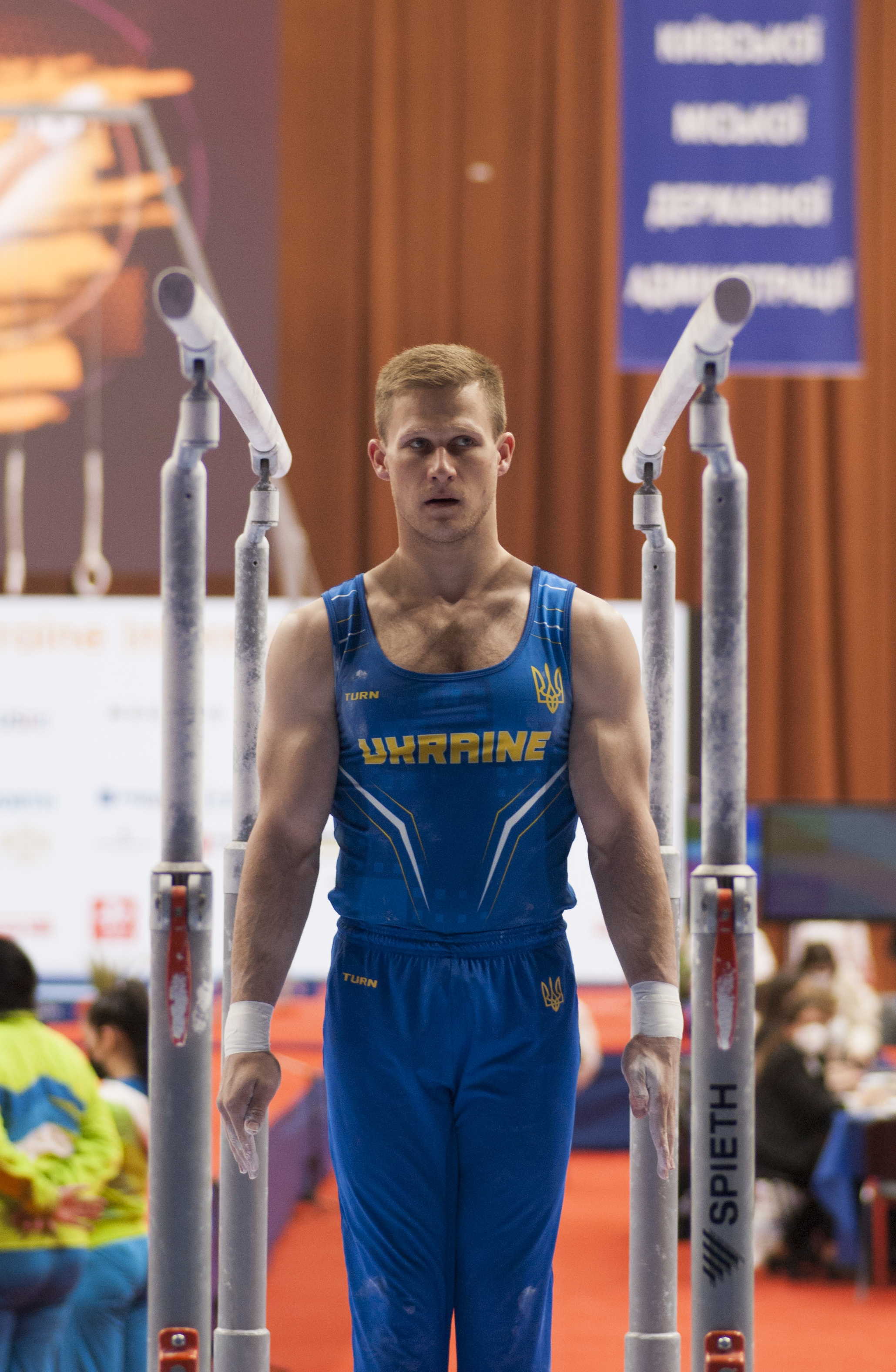

### 2020
У грудні під час пандемії коронавірусу в грудні на Чемпіонаті Європи в Мерсіні, Туреччина, разом з Петром Пахнюком, Ігорем Радівіловим, Владиславом Гриком та Романом Ващенком здобув історичну для збірної України перемогу в командній першості з результатом 248,963 бала. У фіналах вправ на кільцях та коні посів п'яті місця.

### 2021
На Олімпійських іграх в Токіо, Японія, в фіналі командної першості спільно з Петром Пахнюком,  Ігорем Радівіловим та Іллею Ковтуном з сумою 246.394 балів посіли сьоме місце. До фіналів в багатоборстві та в окремих видах не кваліфікувався.

## Результати на турнірах
| Рік  | Змагання                            | КБ | ІБ | Вільні вправи | Кінь | Кільця | Опорний стрибок | Паралельні бруси | Перекладина |
| ---- | ----------------------------------- | -- | -- | ------------- | ---- | ------ | --------------- | ---------------- | ----------- |
| 2017 | Чемпіонат світу                     | 8  | 83 | 30            |      | 33     |                 | 20               |             |
| 2019 | Чемпіонат Європи                    |    | 19 | 65            | 29   | 55     |                 | 48               | 56          |
| 2019 | Чемпіонат світу                     | 8  | 23 | 27            | 29   | 47     |                 | 37               | 107         |
| 2020 | Чемпіонат України, м. Кропивницький |    | 4  | 4             | 5    | 3      |                 | 3                | 2           |
| 2020 | Кубок виклику в Сомбатгеї           |    |    | 4             |      | 3      |                 | 3                |             |
| 2020 | Чемпіонат Європи                    | 1  |    |               | 5    | 5      |                 |                  |             |
| 2021 | Чемпіонат України, м.Кропивницький  | 1  | 3  | 4             | 2    | 2      |                 | 8                | 3           |
| 2021 | Чемпіонат Європи                    |    | 26 | 54            | 73   | 14     |                 | 32               | 58          |
| 2021 | UKRAINE INTERNATIONAL CUP           | 4  | 6  |               | 6    | 1      |                 | 6                | 7           |
| 2021 | Кубок виклику в Осієці              |    |    |               | 8    | 8      |                 | 8                |             |
| 2021 | Кубок світу в Досі                  |    |    | 13            | 12   | 13     |                 | 11               |             |
| 2021 | Олімпійські ігри                    | 7  | 43 | 28            | 47   | 51     |                 | 38               | 60          |